# Desa Troso (administrativ by i Indonesien, lat -6,68, long 110,70)
Desa Troso är en administrativ by i Indonesien.   Den ligger i provinsen Jawa Tengah, i den västra delen av landet, 400 km öster om huvudstaden Jakarta.